# Сулейманов, Алихан Хусейнович
Алихан Хусейнович Сулейманов (род. 17 июня 1994 года) — российский боец смешанных единоборств чеченского происхождения, представитель полулёгкой весовой категории. Выступает на профессиональном уровне с 2014 года, известен по участию в турнирах престижных бойцовских организаций ACA, ACB. Чемпион ACA в полулёгком весе.

## Спортивные достижения

### Смешанные единоборства
- Absolute Championship Akhmat 
  -  Чемпион (ACA) в полулёгком весе.
- Чемпионат Чеченской Республики по ММА (Грозный 2016[1]) —

## Статистка ММА
| Боёв 17         | Побед 15 | Поражений 2 |
| --------------- | -------- | ----------- |
| Нокаутом        | 1        | 1           |
| Сдачей          | 10       | 1           |
| Решением        | 4        | 0           |
| Ничьи           | 0        | 0           |
| Не состоявшихся | 0        | 0           |

| Результат | Рекорд | Соперник             | Способ                                    | Турнир                                             | Дата             | Раунд | Время | Место             | Примечание                           |
| --------- | ------ | -------------------- | ----------------------------------------- | -------------------------------------------------- | ---------------- | ----- | ----- | ----------------- | ------------------------------------ |
| Победа    | 15-2   | Фелипе Фроес         | Сабмишном (удушение север-юг)             | ACA 141: Фроес - Сулейманов                        | 22 июля 2022     | 4     | 1:05  | Сочи, Россия      | Завоевал титул АСА в полулёгком весе |
| Победа    | 14-2   | Леонардо Лимбергер   | Сабмишном (удушение гильотиной)           | ACA 129: Сарнавский - Магомедов                    | 24 сентября 2021 | 1     | 4:26  | Москва, Россия    |                                      |
| Победа    | 13-2   | Курбан Тайгибов      | Сабмишном (удушение сзади)                | ACA 121: Гасанов - Дипчиков                        | 9 апреля 2021    | 1     | 1:56  | Минск, Белоруссия |                                      |
| Победа    | 12-2   | Нурсултан Касымханов | Сабмишном (удушение сзади)                | ACA 115: Исмаилов - Штырков                        | 13 декабря 2020  | 2     | 2:43  | Москва, Россия    |                                      |
| Победа    | 11-2   | Ермек Тлауов         | Техническим нокаутом (остановка доктором) | ACA 105: Шахбулатов - Жубилеу                      | 6 марта 2020     | 2     | 5:00  | Алматы, Казахстан |                                      |
| Победа    | 10-2   | Отавио дос Сантос    | Решением (единогласным)                   | ACA 100 Fight Day: Grozny                          | 4 октября 2019   | 3     | 5:00  | Грозный, Россия   |                                      |
| Победа    | 9-2    | Фаниль Рафиков       | Решением (единогласным)                   | ACA 91 Absolute Championship Akhmat                | 26 января 2019   | 3     | 5:00  | Грозный, Россия   |                                      |
| Победа    | 8-2    | Сергей Гречихо       | Решением (единогласным)                   | ACB 83 Borisov vs. Kerimov                         | 24 марта 2018    | 3     | 5:00  | Баку, Азербайджан |                                      |
| Победа    | 7-2    | Рафаэль Корреа       | Сабмишном (удушение гильотиной)           | ACB 69 Young Eagles 22                             | 9 сентября 2017  | 3     | 0:45  | Алматы, Казахстан |                                      |
| Победа    | 6-2    | Алихон Хасанов       | Решением (единогласным)                   | ACB 59 Young Eagles 18                             | 25 мая 2017      | 3     | 5:00  | Грозный, Россия   |                                      |
| Поражение | 5-2    | Дэниел Кроуфорд      | Техническим нокаутом (удары)              | ACB 47 Braveheart                                  | 1 октября 2016   | 1     | 4:44  | Глазго, Шотландия |                                      |
| Победа    | 5-1    | Олег Петеримов       | Сабмишном (удушение)                      | ACB 39 Young Eagles 10                             | 28 мая 2016      | 1     | 2:48  | Саратов, Россия   |                                      |
| Победа    | 4-1    | Алексей Олейник      | Сабмишном (удушение сзади)                | ACB 30 - Young Eagles 5                            | 20 февраля 2016  | 1     | 1:04  | Грозный, Россия   |                                      |
| Победа    | 3-1    | Артур Кащеев         | Сабмишном (удушение сзади)                | ACB 25 - Young Eagles 3                            | 7 ноября 2015    | 1     | 1:16  | Грозный, Россия   |                                      |
| Поражение | 2-1    | Исхак Алиев          | Сабмишном (удушение анаконды)             | ACB 18 - Grand Prix Berkut 2015 Stage 5            | 23 мая 2015      | 1     | 0:40  | Грозный, Россия   |                                      |
| Победа    | 2-0    | Владислав Степанов   | Сабмишном (удушение анаконды)             | ACB 17 - Grand Prix Berkut 2015 Stage 4            | 2 мая 2015       | 1     | 3:08  | Грозный, Россия   |                                      |
| Победа    | 1-0    | Альберт Пшихачев     | Сабмишном (удушение треугольником)        | Absolute Championship Berkut - Grand Prix Berkut 6 | 20 апреля 2014   | 1     | 3:17  | Грозный, Россия   | Дебют в ММА.                         |